# Darkhan
Pour les articles homonymes, voir Darkhan (homonymie).
Darkhan (mongol : ᠳᠠᠷᠬᠠᠨ, VPMC : darqan, cyrillique : дархан, MNS : darkhan ; vieux turc : Tarqan ; chinois : 答剌罕 ; pinyin : dálàhǎn ; persan : ترخان) est un titre de noblesse turco-mongol. Le Darkhan est un des rares à pouvoir rentrer sans prévenir dans le palais du khan.
On en trouve des traces au XIe siècle, sur les inscriptions de l'Orkhon des Gögturks. Il semble avoir ensuite disparu de chez les peuples turcs.
En mongol, il est devenu utilisé pour décrire les artisans et en particulier les forgerons qui y avaient un rôle important, exempt de contrôles.

## Forgerons dans les croyances turco-mongoles
Les Kazakhs et les Kirghizes donnent au fer, la vertu de chasser les mauvais esprits.
Chez les Mongols, les forgerons ont également le pouvoir de guérir et de prédire l'avenir.
D'après les Iakoutes dolgan (Dolgan Yakut), les forgerons ont le pouvoir de guérir et également de prédire l'avenir. Les Dolgans croient que les chamans ne peuvent pas consommer les âmes des forgerons, parce que ces derniers conservent leurs âmes dans le feu. À l'opposé, le forgeron peut attraper l'âme d'un chaman et le brûler,.